# Richard Finch
Richard Raymond Finch ou apenas Richard Finch (Indianápolis, Indiana, 23 de janeiro de 1954) é um compositor, produtor, engenheiro e procurador musical. Ele é mais conhecido como ser um dos fundadores, produtor e ex-baixista do KC and the Sunshine Band.

## Biografia
Nascido em Indianápolis, Indiana, a família Finch se mudou para Miami, Florida, quando ele ainda era bebê. Seu grupo favorito enquanto crescia foi Os Beatles. Seu gosto musical incluia soul e música country. No início da adolescência, Finch adquiriu experiência no baixo elétrico. Ele se juntou a bandas de diversos países, antes de se juntar a banda Ball & Chain. Finch ficou interessado em técnicas de gravações de áudio e um colega lhe apresentou a um produtor, Clarence Reid da TK Records. Finch parou no ensino médio, pois estava muito ocupado na TK Records e, finalmente, foi contratado como um engenheiro de gravação para a empresa. Henry Stone e Clarence Reid apresentarão o então adolescente Finch para Harry Wayne Casey, quatro anos mais velho, que trabalhava no departamento de expedição. Antes de sua apresentação a Casey (futuramente conhecido só por KC), Finch já havia se estabelecido na TK como um engenheiro qualificado, com mais de 127 singles gravados antes dos 17 anos de idade (incluindo faixas diversas para a Allman Brothers e Mother's Finest). Na semana de reunião, Finch e Casey começaram a compor, com suas canções de sucesso registrado pela primeira vez por Betty Wright e George McCrae (Where Is The Love e Rock Your Baby). Finch, em seguida, reuniu os futuros membros da Sunshine Band, sendo todos amigos conhecido na TK, Jerome Smith (guitarrista) e o baterista Robert Johnson. Finch e Casey produziu inúmeros hits, incluindo "Shake Shake Shake (Shake Your Booty)", "Get Down Tonight", "Please Don't Go", "Boogie Shoes" e "I'm Your Boogie Man", Em janeiro de 1982 a banda KC and the Sunshine Band havia se separado e Casey foi para carreira sólo, mas nos anos 90 Casey recuperou a banda com novos integrantes, Finch já não faz mais parte. Em 2010 foi acusado de abusar sexualmente de 7 adolescentes de 13 a 16 anos no seu estúdio de gravação. Foi sentenciado a sete anos de prisão.

## Fama
Finch é um grande vencedor do Grammy e ganhador de um American Music Awards e uma estrela na Calçada da Fama.

## Curiosidades
Instrumentais de baixo e bateria de Finch foram usados pora artistas como 50 Cent, Snoop Dogg, Ultra Naté, e Beyoncé Knowles.

## Atualmente
Finch produz novos musícos em seu estúdio em Ohio e em todo o país e está em processo de lançamento de sua gravadora e escrever sua autobiografia, sendo um longa-metragem uma opção.